# Adolf Remelé

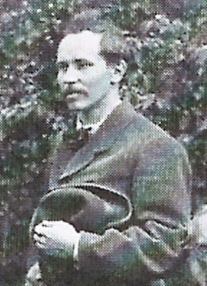
Adolf Remelé (1868)

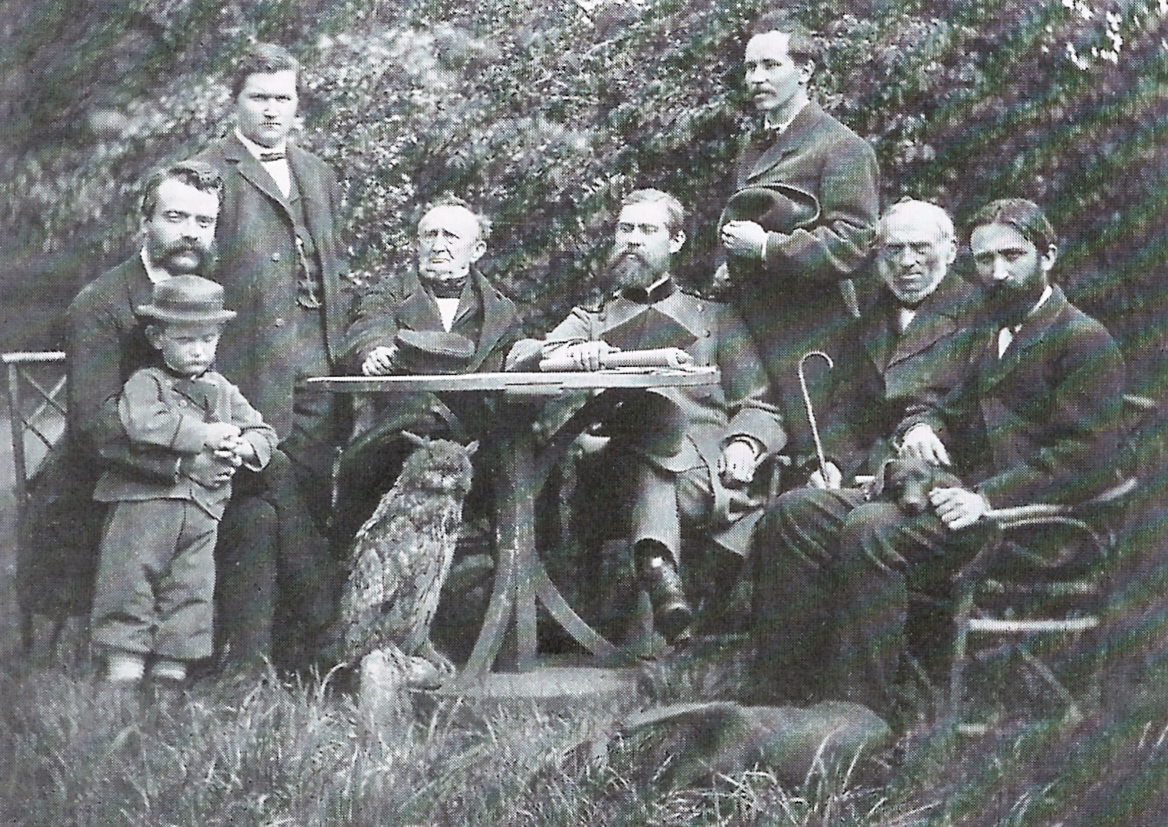
Adolf Karl Remelé (3.v.r.) im Kreise seiner Lehrerkollegen der Forstakademie Eberswalde (v.r.): Friedrich Wilhelm Schütze, Wilhelm Schneider, Remelé, Bernhard Danckelmann, Julius Theodor Christian Ratzeburg und Robert Hartig mit Peter Danckelmann im Arm. Aufnahme von Adolf Remelé, ca. 1868.

Adolf Karl Remelé (* 17. Juli 1839 in Uerdingen; † 16. November 1915 in Eberswalde) war ein deutscher Mineraloge und Geologe.

## Leben
Remelé besuchte das Gymnasium in Emmerich und trat 1857 in die preußische Berglaufbahn ein. Zwei praktische Jahre verbrachte er in den Bergrevieren Siegen und Düren. Dann studierte er an der Rheinischen Friedrich-Wilhelms-Universität in Bonn, an der Ecole des Mines in Paris und an der Universität in Berlin. In Bonn 1860 wurde er im Corps Saxonia recipiert. In Paris bestand er 1862 die Berg- und Hütteningenieurprüfung. Das Wintersemester 1863/64 verbrachte er wieder in Paris im Labor von Louis-Edouard Rivot. Am 23. Juli 1864 promovierte er in Berlin mit einer Arbeit über das Uran-Rot. Nach weiteren wissenschaftlichen Arbeiten habilitierte er sich am 1. November 1866 für anorganische Chemie und Mineralanalyse in Berlin. Am 1. Oktober 1868 wurde er als Nachfolger von Lothar Meyer, einem der Begründer des Periodensystems der chemischen Elemente, zum Professor für anorganische Naturwissenschaften an die Königlichen Forstakademie zu Eberswalde ernannt, wo er bis zu seinem Lebensende tätig war.

## Werk
In Eberswalde trug er eine ansehnliche Sammlung an Sedimentärgeschieben und Fossilien zusammen, die unter anderem Hinweise für die Inlandeistheorie lieferten. Einer seiner regelmäßigen Gäste war der Geologe Friedrich Schmidt. Nach der Entdeckung der Röntgenstrahlung wandte er sich diesem Feld zu und veröffentlichte einige kleinere Studien.

## Schriften (Auswahl)
- Die Metalloide bis zum Selen. 1863 (Nicht in Bibliografie angeführt).
- Metalle der Alkalien, alkalischen Erden und Erden. 1866 (Nicht in Bibliografie angeführt).
- Übersicht der Hauptgesteinsarten des preussischen Staatsgebietes. 1873.
- Geognostische Skizze. In: Eine forstliche Studienreise im Gebirge und Flachland der Provinz Schlesien. Springer, Berlin / Heidelberg 1875, doi:10.1007/978-3-642-49728-5_1.
- Untersuchungen über die versteinerungsführenden Diluvialgeschiebe des norddeutschen Flachlandes, mit besonderer Berücksichtigung der Mark Brandenburg. Springer, Berlin 1883, OCLC 181159793, doi:10.5962/bhl.title.13868.
- Beschreibung und Abbildung einiger gekrümmter Silurcephalopoden aus norddeutschen Diluvialgeschieben. Springer, Berlin 1889.
- Die Glacial-Erscheinungen des Rüdersdorfer Muschelkalks bei der Excursion der Deutschen Geologischen Gesellschaft, am 28. September 1898. Selbstverlag, Eberswalde 1899, doi:10.3931/e-rara-135956.